# Elio Rama
Elio Rama IMC (* 28. Oktober 1953 in Tucunduva, Rio Grande do Sul) ist Bischof von Pinheiro. 

Wappen von Elio Rama.

## Leben
Elio Rama trat 1967 in das Knabenseminar in Três de Maio ein und studierte Philosophie in São Paulo. Er trat anschließend der Ordensgemeinschaft der Consolata-Missionare bei und studierte am Ordensseminar in Rom Katholische Theologie. Am 21. Oktober 1982 legte er die Profess ab und empfing am 10. November 1984 die Priesterweihe. An der Päpstlichen Universität Urbaniana in Rom studierte er Missionswissenschaften. Er war 18 Jahre als Missionar in Mosambik tätig. 2002 kehrte er nach Brasilien zurück und wurde Rektor des Theologischen Seminars der Consolata-Missionare in São Paulo und war am Missionszentrum in Cascavel engagiert. 2009 wurde er Pfarrer der Pfarrei Unserer Lieben Frau von Penha, nördlich von São Paulo. 2011 erfolgte die Ernennung zum Superior der Consolata-Missionare in Brasilien. 
Papst Benedikt XVI. ernannte ihn am 17. Oktober 2012 zum Bischof von Pinheiro. Der Erzbischof von São Paulo, Odilo Pedro Kardinal Scherer, spendete ihm am 30. Dezember desselben Jahres die Bischofsweihe; Mitkonsekratoren waren sein Amtsvorgänger Ricardo Pedro Paglia MSC und Dirceu Vegini, Bischof von Foz do Iguaçu.